# Medină (cartier)

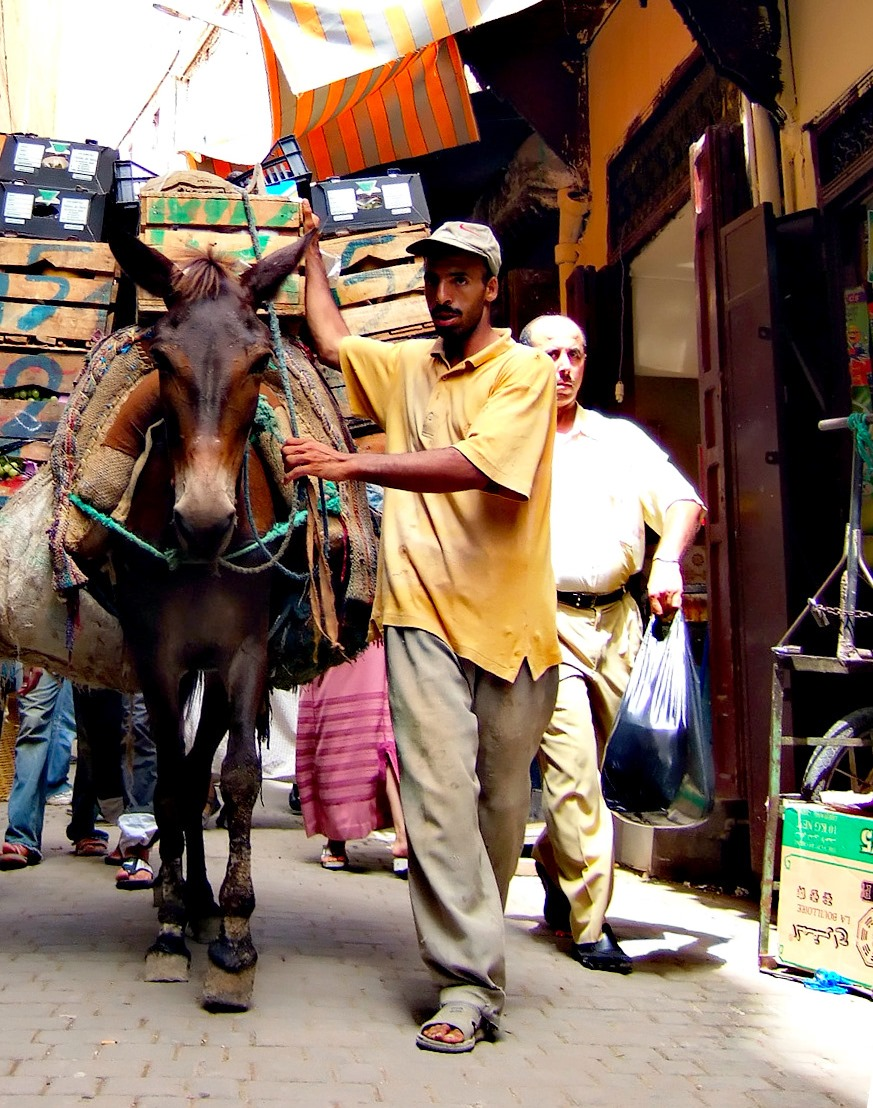
Catâr cărând mărfuri prin Medina pietonală din Fes, Maroc

O medină (arabă المدينة القديمة al-madīnah al-qadīmah „orașul vechi”) este o secțiune distinctă într-o serie de orașe din Africa de Nord și din Malta. O medină este împrejmuită cu ziduri, cu multe străzi înguste și labirintice. Cuvântul " medina " ( arabă مدينة madīnah) înseamnă pur și simplu „ oraș ” sau „târg” în araba modernă. Cuvântul este și în aramaică și ebraică (de asemenea „medina”) referindu-se la un oraș sau zonă populată. 

## Descriere
Cartierele de tip medină conțin adesea fântâni istorice, palate, moschei și uneori biserici. 
Din cauza străzilor foarte înguste, medinele sunt, în general, libere de traficul auto și, în unele cazuri, chiar de traficul de motociclete și biciclete. Străzile pot avea o lățime mai mică de un metru. Acest lucru le face unice printre centrele urbane foarte populate. Medina din Fes, sau Fes el Bali, este considerată una dintre cele mai mari zone urbane fără mașini din lume. 

## Lista locurilor denumite "Medina"

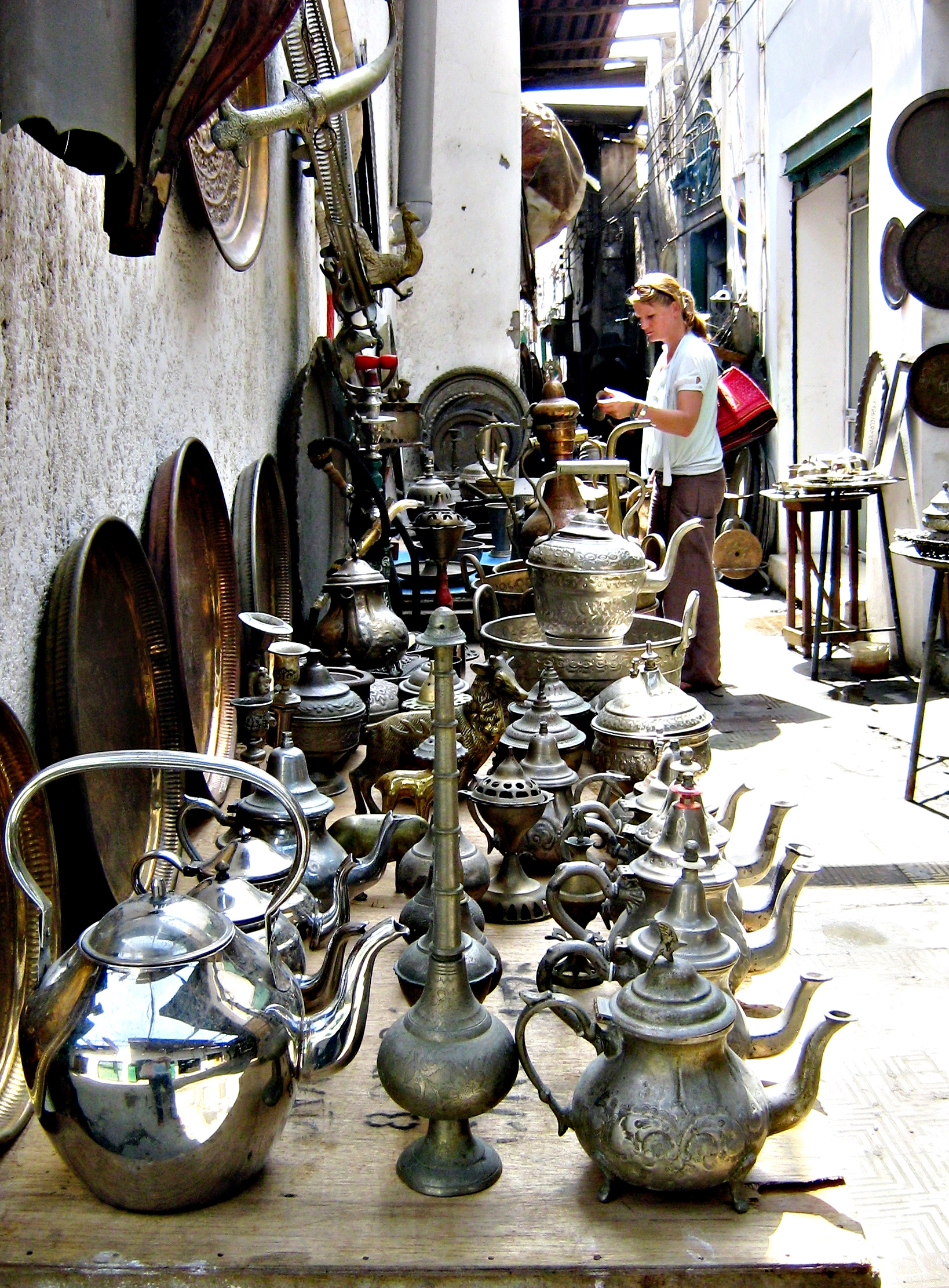
Medina din Tripoli, Libia

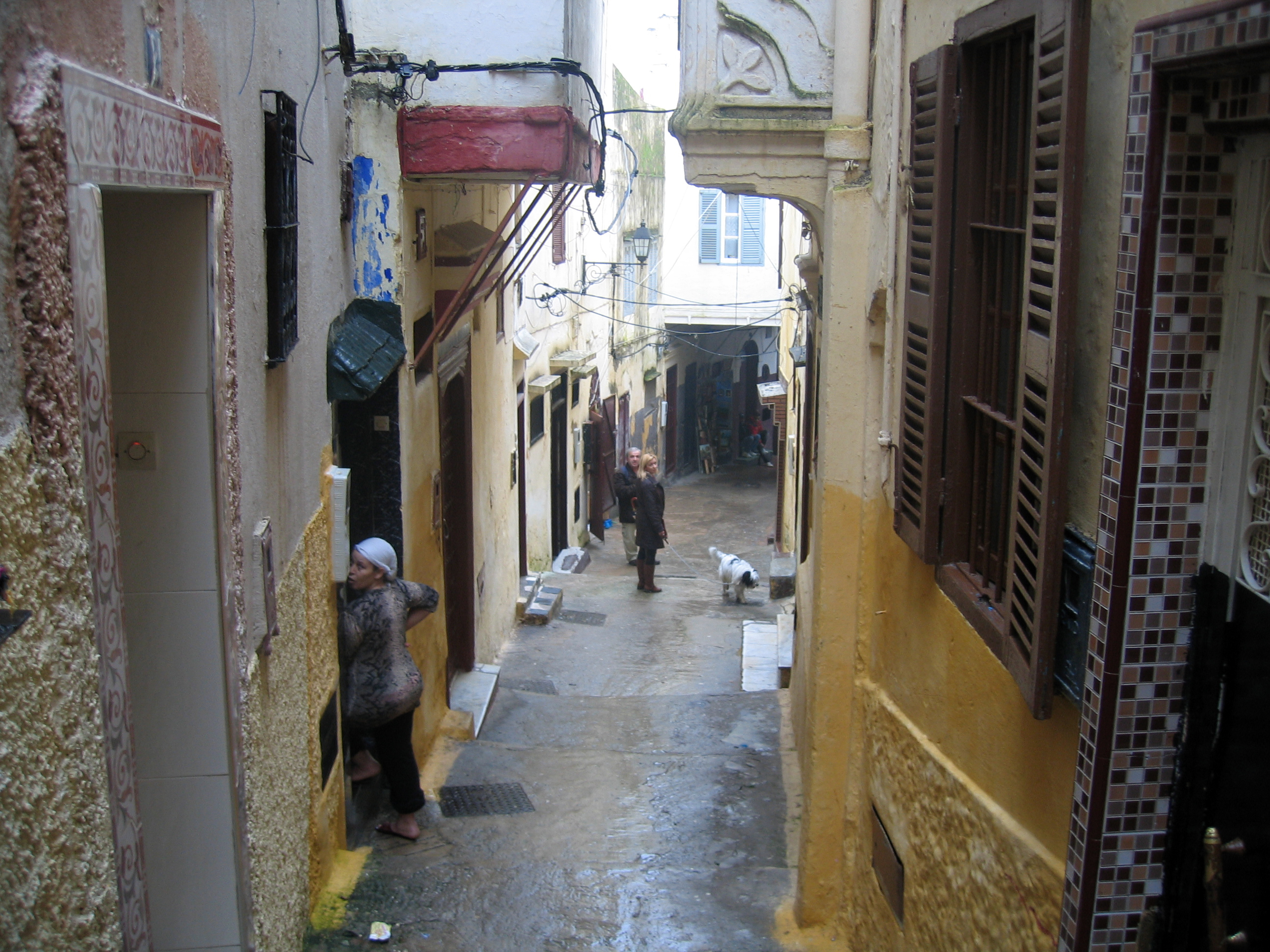
Medina din Tanger, Maroc

### Algeria
- Casbahul din Alger este o medină numită după cetatea sa.
- Casbahul lui Dellys

### Libia
- Derna
- Ghadames
- Gharyan
- Hun
- Murzuk
- Tripoli
- Waddan
- Tazirbu
- Benghazi

### Malta
- Mdina

### Maroc
- Casablanca
- Șafșauan
- Essaouira
- Fes el Bali, prima medina a Fes
- Fes Jdid, a doua medină a Fes
- Marrakesh
- Meknès
- Rabat
- Tanger
- Taza
- Tétouan

### Tunisia
- Hammamet
- Kairouan
- Monastir
- Medina din Sfax
- Medina din Sousse
- Medina din Tunis, include faimoasa Moschee Al-Zaytuna

### Locații de medine stricate
- Granada, Spania
- Sevilla, Spania
- Córdoba, Spania